# Liparis ferruginea
Liparis ferruginea är en orkidéart som beskrevs av John Lindley. Liparis ferruginea ingår i släktet gulyxnen, och familjen orkidéer. Inga underarter finns listade i Catalogue of Life.